# 第四屆中俄冬季青少年運動會
第四屆中俄冬季青少年運動會（俄语：Российско-Китайские молодёжные зимние игры 2025 года），是第四屆中俄冬季青少年運動會，將於2025年1月18至14日在俄羅斯薩哈林州南薩哈林斯克舉行。

## 體育項目
- 高山滑雪（詳細）
- 跳台滑雪（詳細）
- 越野滑雪（詳細）
- 自由式滑雪（詳細）
- 北歐兩項（詳細）
- 單板滑雪（詳細）
- 冰壶（詳細）
- 花式滑冰（詳細）
- 短道速滑（詳細）
- 競速滑冰（詳細）

## 獎牌榜
| 排名                     | 国家 / 地区              | 金牌 | 銀牌 | 銅牌 | 总计 |
| ------------------------ | ------------------------ | ---- | ---- | ---- | ---- |
| 1                        | 俄羅斯*                  | 28   | 29   | 25   | 82   |
| 2                        | 中國                     | 10   | 9    | 10   | 29   |
| 总计（共2个国家 / 地区） | 总计（共2个国家 / 地区） | 38   | 38   | 35   | 111  |

## 資料來源
1. ↑  . PrimaMedia. 2024-09-05  [2024-10-08]. （原始内容存档于2024-10-08） （俄语）.